# Lac Crystal
Lac Crystal är en sjö i Kanada.   Den ligger i regionen Lanaudière och provinsen Québec, i den sydöstra delen av landet, 210 km nordost om huvudstaden Ottawa. Lac Crystal ligger 491 meter över havet. Arean är 0,95 kvadratkilometer. Den sträcker sig 1,5 kilometer i nord-sydlig riktning, och 1,2 kilometer i öst-västlig riktning.
I omgivningarna runt Lac Crystal växer i huvudsak blandskog. Trakten runt Lac Crystal är nära nog obefolkad, med mindre än två invånare per kvadratkilometer.